# Brezovica (Zagreb)

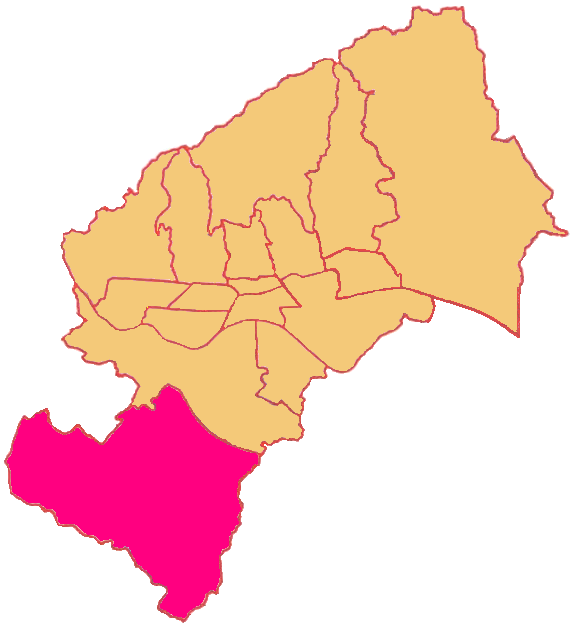
Lage in Zagreb

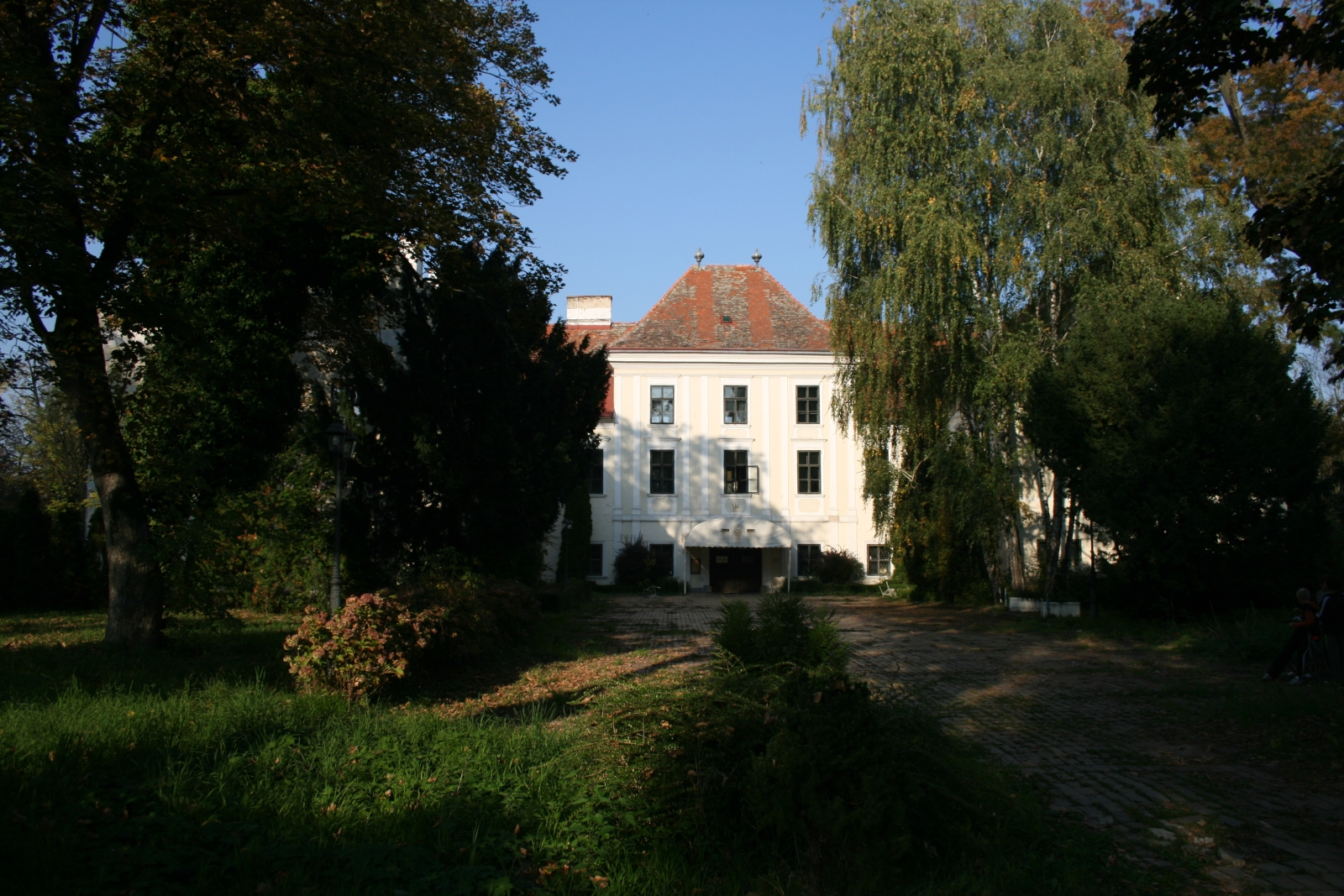
Das Schloss Dvorac Brezovica

Brezovica ist ein Stadtbezirk im Südwesten Zagrebs in Kroatien. Der Bezirk hat eine Fläche von 127,39 km² und zählte im Jahre 2001 10.884 Einwohner. Das Schloss Dvorac Brezovica wurde im 18. Jahrhundert erbaut und befindet sich derzeit in Besitz des Erzbistums Zagreb.
Koordinaten: 45° 44′ N, 15° 55′ O